# Sodžu
Sodžu (korejsko 소주; handža: 燒酒) je bistra in brezbarvna destilirana alkoholna pijača, tradicionalno narejena iz riža, kasneje pa iz drugih žit, in ima okus, podoben vodki. Običajno se uživa nerazredčena. Vsebnost alkohola se giblje od približno 12,5 % do 53 % alkohola po prostornini (ABV). Od leta 2007 je sodžu z nizko vsebnostjo alkohola (pod 20 %) postal najpogostejša vrsta.
Tradicionalno se večina blagovnih znamk sodžuja proizvaja v regiji Andong, pa tudi v drugih regijah in državah. Medtem ko se je sodžu tradicionalno narejen iz riža, južnokorejski proizvajalci etanola riž nadomeščajo z drugim škrobom, kot je kasava, zaradi bistveno nižjih kapitalskih stroškov. Sodžu je pogosto podoben številnim drugim vzhodnoazijskim žganim pijačam, vendar se razlikuje po vsebnosti alkohola.

## Zgodovina in proizvodnja
Izvor sodžuja sega v 13. stoletje v Gorjo. Juan Mongoli so tehniko destilacije araka prevzeli od Perzijcev med svojimi invazijami na Levant, Anatolijo in Perzijo, nato pa so jo med mongolskimi invazijami na Korejo (1231–1259) predstavili na Korejskem polotoku. Destilarne so bile postavljene okoli mesta Gegjong, takratne prestolnice (današnji Kesong). V okolici Kesonga se sodžu še vedno imenuje arak-džu (아락주). Andong sodžu, neposredni koren sodobnih južnokorejskih sort sodžuja, se je začel kot domača žgana pijača, razvita v mestu Andong, kjer je bila v tem obdobju logistična baza Juan Mongolov.
Sodžu se tradicionalno proizvaja z destilacijo alkohola iz fermentiranega riža. Riževo vino za destilirani sodžu običajno fermentira približno 15 dni, postopek destilacije pa vključuje vrenje filtriranega, zrelega riževega vina v sotu (kotlu), ki je prelit s sodžu gori (dvostopenjska destilarna s cevjo). V 1920-ih je na Korejskem polotoku obstajalo več kot 3200 proizvajalcev sodžuja.
Sodžu je bil tradicionalno pijača, destilirana iz riža s 35 % ABV do leta 1965, ko se je pojavil razredčeni soju s 30 % ABV, narejen iz drugih fermentiranih snovi, potem ko je južnokorejska vlada prepovedala tradicionalno destilacijo sodžuja iz riža, da bi ublažila pomanjkanje riža. Sodžu so nato izdelovali iz etanola, destiliranega na 95 % ABV iz sladkega krompirja in manioke, ki so ga mešali z aromami, sladili in vodo. Končni izdelki se tržijo pod različnimi blagovnimi znamkami sodžuja. En sam dobavitelj (Korea Ethanol Supplies Company) prodaja etanol vsem proizvajalcem sodžuja v Južni Koreji. Do poznih 1980-ih je bil saharin najbolj priljubljeno sladilo, ki ga je uporabljala industrija, vendar ga je od takrat nadomestil steviozid. Uporaba drugih žit in škrobov je povzročila, da so imeli različni sodžuji različne arome in okuse.
V 1970-ih je nacionalna vlada začela monopolizirati industrijo sodžuja. Do 1970-ih je bilo približno 300 domačih podjetij za sodžu. Leta 1973 je korejska vlada začela združevati različne lokalne proizvajalce. Vsaka provinca je bila imenovana za enega proizvajalca na regionalni trg. Vsak proizvajalec je moral ustvariti blagovno znamko, ki je predstavljala njegovo regijo. Do konca konsolidacije je za vsako od provinci obstajal proizvajalec. Vlada je nato sprejela dve politiki. Prva je bila obvezna politika lokalnega nakupa sodžuja. Politika je od vsakega provincialnega veletrgovca z alkoholom zahtevala, da več kot 50 odstotkov svojega sodžuja kupi v svoji provinci. Druga je bila politika dodelitve vložkov. Ta politika je vladi dala odgovornost za upravljanje etanola, glavne sestavine sodžuja. Vsakemu podjetju za sodžu je bil določen znesek glede na njegov nacionalni tržni delež v preteklem letu. Te politike so bile ustvarjene z namenom zaščite lokalnih podjetij in odvračanja od pretirane konkurence.
Ta vladna odločitev je spodbudila učinkovit nadzor nad davčnimi prihodki. Zaradi te konsolidacije je nekaj podjetij začelo prevladovati na trgu. Oktobra 2023 eno podjetje, HiteJinro, predstavlja skoraj polovico trga, štiri manjša podjetja pa nadaljnjih 40 odstotkov.
Zaradi zaščite vladnih politik so lokalna podjetja prevzela večino tržnega deleža na svojih regionalnih trgih. V 1980-ih in 1990-ih je prišlo do trenda liberalizacije trgovine, zaradi česar je korejska vlada začela deregulirati industrijo sodžuja. Vlada je januarja 1991 odpravila omejitve glede novih dovoljenj za distribucijo alkohola. Marca 1993 je odpravila tudi omejitve glede proizvodnje sodžuja. Vlada je januarja 1992 odpravila tudi obvezno politiko nakupa lokalnega sodžuja.
Med letoma 1993 in 1995 se je tržni delež podjetja HiteJinro na regionalnih trgih zunaj lastnega trga povečeval, lokalna podjetja pa so beležila stalen upad. Zaradi te izgube tržnega deleža so lokalna podjetja, ki proizvajajo soju, lobirala za ponovno uvedbo odpravljenih zaščitnih politik. V odgovor je Narodna skupščina Južne Koreje oktobra 1995 ponovno uvedla obvezno politiko nakupa lokalnega sodžuja. Vendar je bil primer izpodbijan in vrhovno sodišče Koreje je decembra 1996 na koncu odločilo, da je politika neustavna, in jo odpravilo.
Vsebnost alkohola v sodžuju se je zmanjševala. Vsebnost alkohola s 30 % se je do leta 1973 znižala na 25 %, do leta 1998 pa na 23 %. Trenutno je sodžu z manj kot 17 % alkohola široko dostopen. Leta 2017 se je tipična 375-mililitrska steklenica razredčenega sodžuja v supermarketih in trgovinah prodajala po ceni 1700 vonov (približno 1,69 USD), v restavracijah pa po ceni 4000–5000 vonov (približno 3,99–4,98 USD).
Več regij je od leta 1999 ponovno začelo destilirati sodžu iz žit. Tradicionalni ročno izdelan sodžu Andong ima približno 45 % ABV. Hvajo (화요) je blagovna znamka s petimi različnimi mešanicami, ki predstavljajo razpon ABV od 17 % do 53 %.
Leta 2019 je bil sodžu Džinro najbolj prodajana žgana pijača na svetu. Sadni sodžuji se proizvajajo od leta 2015.